# Jan Fredrik Fredricson
Johan "Jan" Fredrik Fredricson (i riksdagen kallad Fredriksson i Eklunda), född 27 augusti 1816 i Breds församling, Uppsala län, död där 18 september 1882, var en svensk lantbrukare, hemmansägare och riksdagsman.
Fredricson var ägare till hemmanet Eklunda i Uppsala län. Han företrädde bondeståndet i Trögds och Åsunda härader vid ståndsriksdagen 1862/63 samt Trögds, Åsunda och Håbo härader vid ståndsriksdagen 1865–1866. Efter representationsreformen var han ledamot av riksdagens andra kammare 1867–1881, invald i Uppsala läns södra domsagas valkrets.